# フルオロアセトアルデヒドデヒドロゲナーゼ
フルオロアセトアルデヒドデヒドロゲナーゼ（Fluoroacetaldehyde dehydrogenase）は、次の化学反応を触媒する酸化還元酵素である。 
フルオロアセトアルデヒド + NAD+ + H2O {\displaystyle \rightleftharpoons } フルオロ酢酸 + NADH + 2 H+
反応式の通り、この酵素の基質はフルオロアセトアルデヒドとNAD+と水、生成物はフルオロ酢酸とNADHとH+である。
組織名はfluoroacetaldehyde:NAD+ oxidoreductaseである。